# GT CUBE
GT CUBE（ジーティーキューブ）はエム・ティー・オーが2003年6月20日に発売した、ニンテンドー ゲームキューブ向けのレースゲームである。標準小売価格6,800円。同ハード初の実車レースゲームである。なお、ゲームキューブの次世代機として発売されたWiiにて発売されている、GT Pro Seriesは本作をアレンジし、発売されたものである。

## 特徴
本作の一番の特徴は『ゼルダの伝説 風のタクト』でも使用された表現方法「トゥーンレンダリング」を採用したことである。これによってリッジレーサーシリーズやグランツーリスモシリーズなどとは異なったグラフィックになっており、リアル志向のレースゲームとの差別化を図り、今までに無い世界観を表現した。
それに並ぶもう一つの大きな特徴がグリップセッティングの選択で、本作は細かいセッティングについては不可能となっているものの、車種選択時にグリップ力が高い「RACING」か容易にドリフトが可能な（もともとドリフトは誘発しやすい仕様になっているのだが）｢DRIFT｣セッティング下のどちらかを選択することが可能である。
それ以外にも、同社より発売された『アドバンスGT2』から引き継いだゲームシステムやモードなどが数多く見られる。
登場メーカーは国内10社（トヨタ、日産、ホンダ、マツダ、三菱、スバル、スズキ、ダイハツ、ASL,光岡）で、レースゲームに数多く登場する日産・スカイラインGT-Rやスバル・インプレッサに代表されるスポーツカーから、トヨタ・ヴィッツなどのコンパクトカー、更にはあまりレースゲームには収録されなかったミニバンやSUVまでが収録されている。

## モード

### チャンピオンシップモード
本作のメインとなるモード。ライセンスごとにクラス分けされたカップレースに参戦し、優勝を目指す。最終的な順位によってパーツや使用可能車種が増える仕組み。
チューニングが可能となっており、マフラーなどを変更すれば外観が変更するほか、性能も少しだけ上がる。他にも、エンジンチューンやボディ色変更など11種類がカスタマイズ可能。

### クイックレース
チャンピオンシップモードで使用できるクルマやコースで気軽にレースを楽しむことが可能。他作品のアーケードモードに近い内容となっている。

### タイムアタック
クルマとコースを選択してタイムを競うモード。ベストラップタイムや3周のトータルタイム1位〜5位までとリプレイが保存可能。

### VSモード
実車レースゲームでは珍しい1機種、1ソフトでの4人対戦が可能。ハンディキャップの設定も可能など、他のレースゲームに比べると比較的レベルによる差がつきにくい構造となっている。